# El Real de Santa María
Real de Santa María est une commune et le chef-lieu du district de Pinogana dans la province de Darién, au Panama. Les rivières (río) Tuira, Chucunaque et Pires traversent ses environs, ainsi que la frontière avec la Colombie. La population comptait 1 183 habitants en 2010.